# Такмак (приток Обвы)
Такмак — река в России, протекает в Сивинском районе Пермском крае. Устье реки находится в 124 км по правому берегу реки Обва. Длина реки составляет 10 км.
Исток реки на Верхнекамской возвышенности близ границы с Верещагинским районом в 7 км юго-восточнее села Буб. Течёт на северо-восток, протекает деревни Поличи и Потанино. Впадает в Обву у деревни Порозята.

## Данные водного реестра
По данным государственного водного реестра России относится к Камскому бассейновому округу, водохозяйственный участок реки — Кама от города Березники до Камского гидроузла, без реки Косьва (от истока до Широковского гидроузла), Чусовая и Сылва, речной подбассейн реки — бассейны притоков Камы до впадения Белой. Речной бассейн реки — Кама.
По данным геоинформационной системы водохозяйственного районирования территории РФ, подготовленной Федеральным агентством водных ресурсов:
- Код водного объекта в государственном водном реестре — 10010100912111100009455
- Код по гидрологической изученности (ГИ) — 111100945
- Код бассейна — 10.01.01.009
- Номер тома по ГИ — 11
- Выпуск по ГИ — 1